# Cordia flava
Cordia flava là loài thực vật có hoa trong họ Mồ hôi. Loài này được (Andersson) Gürke mô tả khoa học đầu tiên năm 1891.